# Jitse Kramer
Jitse Kramer (Ferwerd, 13 maart 1981) is een Nederlands krachtsporter en tweevoudig Sterkste Man van Nederland.
In 2013 en 2015 behaalde Kramer de titel Sterkste Man van Nederland. Kramer won in 2013 te Boxtel, en na hersteld te zijn van een zware blessure (achillespeesruptuur) die hij tijdens die wedstrijd opliep, werd hij op 18 juli 2015 wederom Sterkste Man van Nederland, dit keer in het centrum van Borculo.
Sinds eind 2016 richt Kramer zich meer op internationale wedstrijden, zoals de 'Arnold Classic', waardoor hij niet altijd meer deelneemt aan de 'Sterkste Man van Nederland'.
Kramer werkt eveneens als fitnessinstructeur bij een fitnesscentrum in Bergum.

## Sterkste Man van Nederland, 2013 t/m 2016
Kramer behaalde de titel in een wedstrijd waarbij ongeveer de helft van de kandidaten blessures opliepen. Kramer zelf scheurde zijn achillespees bij het een-na-laatste onderdeel. Toch besloot hij het laatste onderdeel, The Stones of Strength, mee te doen. Hierbij moeten vijf, in gewicht oplopende, ronde stenen op een in lengte aflopend platform getild worden. Aangezien Kramer de koploper was, deed hij toch het laatste onderdeel mee, ondanks zijn blessure. De eerste steen leek er niet op te gaan; het lukte echter nog net. Met de zwaardere stenen op lagere hoogtes had Kramer, ondanks de zware blessure, weinig moeite en gooide als enige alle vijf de stenen erop waardoor hij Sterkste Man van Nederland 2013 werd. Kramer werd eerste met slechts een halve punt verschil op Jan Wagenaar, die in 2011 de titel won. Kramer had aan vier stenen genoeg in het laatste onderdeel om Wagenaar te verslaan, maar gooide nog binnen de tijd ook de vijfde steen erop.
In 2014 was Kramer nog niet voldoende hersteld om de titel te verdedigen; wel nam hij begin december 2014 weer deel aan een eerste wedstrijd. Kramer is zich gaan specialiseren als personal trainer op het gebied van fitness, krachttraining en dergelijke.
2015 was het jaar dat hij weer volledig mee kon doen en eerste werd, gevolgd door Niels Gordijn en Enzo Tauro. Zevenvoudig kampioen Jarno Hams viel voor de wedstrijd uit en werd vervangen door Fouad Hsaini, die enkele malen kampioen werd in de klasse tot 105 kg. In 2016 werd Kramer tweede achter Alex Moonen.

## 2017, Arnold Strongman Zuid-Afrika
Op 7 mei 2017 deed Kramer mee aan de Arnold Strongman Zuid-Afrika, te Sandton, Johannesburg. In een deelnemersveld van elf sterke mannen (eentje was afgevallen) wist Kramer de tweede plek te behalen achter een Pool. Ondanks dat Kramer zelfs een onderdeel moest overslaan, omdat het Nederlands record lager ligt dan het startgewicht (bij 190 kg log lift in reps) werd hij wel enkele malen tweede in dit sterke deelnemersveld, vooral op zijn favoriete onderdeel de 'Atlas Stones', waar hij ook de titel Sterkste Man van Nederland twee maal mee wist te winnen. Mateusz Kieliszkowski ging er uiteindelijk met het goud vandoor met enkele punten voorsprong op Kramer en vele punten voorsprong op de rest van het deelnemersveld. Sterkste Man-wedstrijden in Zuid-Afrika worden bijna altijd in rijke gebieden gehouden, waar de welvaart groot is, wat voor sommige deelnemers soms een reden is om niet mee te doen. Het weerhield Kramer niet, die het gewoon zag als een van zijn uitdagingen, dit keer op internationaal gebied, waar Kramer nog niet zoveel ervaring had.

## Statistieken (fysiek)
- Lengte: 193 cm
- Gewicht: ± 150 kg[3]

## Prestaties (selectie)
- 6e plaats Sterkste Man van Nederland (2011)
- 5e plaats Sterkste Man van Nederland (2012)
- 1e plaats Sterkste Man van Oost Nederland (2013)
- 1e plaats Sterkste Man van Nederland (2013)
- 1e plaats Sterkste Man van Noord-Nederland (2015) (tevens een kwalificatiewedstrijd voor Sterkste Man van Nederland)
- 1e plaats Sterkste Man van Nederland (2015)
- 2e plaats Sterkste Man van Nederland (2016)
- 2e plaats Arnold Classic Zuid-Afrika, (7 mei 2017)
- 2e plaats Sterkste Man van Friesland met een Nederlands record deadlift van 390 kg (12 november 2017).
- 6e plaats Arnold Classic Pro Strongman in Brazilië (21 en 22 april 2018) (zesde van zes mannen, de overigen waren al afgevallen in de voorrondes die Kramer door wist te komen)
- 1e/2e plaats Arnold Africa, 19 mei 2018 - Ondanks een gelijk aantal punten werd JF Caron toch eerste, omdat hij een onderdeel had gewonnen en Kramer niet. Kramer eindigde wel hoog bij alle onderdelen.
- 5e plaats Arnold Classic, Santa Monica 19 en 20 januari 2019. + Nederlands record deadlift.
- 7e plaats Arnold Classic, Santa Monica, 18 en 19 januari 2020
- 3e plaats 2022 SBD Official Strongman Games (OSG) Masters I (40+ klasse), Daytona Beach, Florida, 12 + 13 november.[4]

## Powerlifting
Kramer zette in 2017 een Nederlands record deadlift neer van 390 kg. Dit verbeterde hij op 20 januari 2019 naar 413 kg op de Arnold Classic in Santa Monica. Op 16 juni 2021 verbeterde Kramer wederom zijn Nederlands Record. Ditmaal kwam Kramer tot een lift van 420 kg.
Deadliftrecord(s)
1. 413 kg, J. Kramer (150 kg+), officiële deadlift tijdens de Arnold Classic, Santa Monica, 20 januari 2019
2. 420 kg, J. Kramer (150 kg+), officiële deadlift in Leeuwarden, scheidsrechter; Wout Zijlstra, 16 juni 2021

## 2021 + 2022
Kramer trainde in 2021 en 2022 voor de wedstrijd(en) van de Masters Worlds Strongest Man (vanaf 40 jaar). Vanwege enkele zeer goede prestaties op wereldniveau in voorgaande jaren en zijn twee Nederlandse titels, mocht Kramer meedoen, met een derde plaats in november 2022 als resultaat. (zie prestaties hierboven)